# پشت پری
پُشتِ پَری، روستایی از توابع دهستان خلیلی در بخش مرکزی شهرستان گراش در استان فارس ایران است.
رشته قناتهای پشت پری

## جمعیت
بر اساس سرشماری مرکز آمار ایران در سال ۱۳۹۵، جمعیت پشت پری ۱۲۰ نفر ۳۵ خانوار بوده‌است.